# Johann Gabriel Schleich
Johann Gabriel Schleich (* 3. August 1710 in Tübingen; † 5. Juli 1743 ebenda) war ein württembergischer Maler.

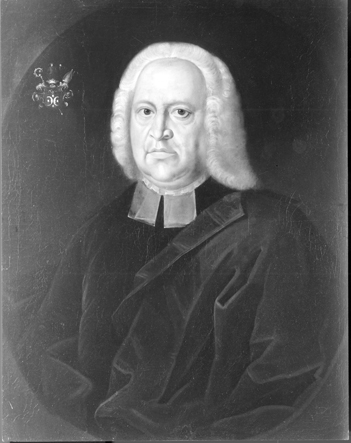
Christoph Matthäus Pfaff Gemälde Johann Gabriel Schleichs in der Tübinger Professorengalerie

## Leben
Johann Gabriel Schleich war ein Sohn des Tübinger Malers Johann Emanuel Schleich, von dem er auch das Malerhandwerk erlernte. Ähnlich wie seinem Vater ist es ihm gelungen, auch das akademische Bürgerrecht zu erlangen, so dass er Porträts der Angehörigen der Universität anfertigen durfte, ähnlich wie seine Zeitgenossen Johann Gottfried Schreiber, Johann Glocker und Wolfgang Dietrich Majer. Dies war nicht selbstverständlich, weil Tübingen zu diesem Zeitpunkt Arbeitsmöglichkeiten für nur ganz wenige Maler bot. 1717 beklagten sich in einem gemeinsamen Schreiben sein Vater, Johann Gottfried Schreiber und Johann Glocker bei dem Universitätssenat über Johann Christoph Kayßer, dass sich dieser unbefugt in Tübingen aufhielte und ihnen die schon sowieso in Tübingen knappe Arbeit wegnähme. Obwohl Kayßer 1720 und Johann Emanuel Schleich 1729 starben, war Johann Glocker aus Auftragsmangel gezwungen, Tübingen zeitweise zu verlassen.
Offenbar gelang es Schleich, ausreichend viele Aufträge zu bekommen, denn nachdem er am 17. April 1731 in Tübingen Maria Rosina Majer (vermutlich eine Verwandte von Wolfgang Dietrich Majer) geheiratet hatte, vergrößerte sich seine Familie systematisch. Über sein Leben ist sonst nichts bekannt. Von Schleich ist nur ein Werk – ein Porträt des Christoph Matthäus Pfaff (in der durch die Universität aufbewahrten Professorengalerie) – erhalten, so dass sich über seine Arbeit nicht viel sagen lässt. Es ist allerdings möglich, dass sich Schleich an den Illustrationen der 1729 erschienenen von Pfaff und Johann Christian Klemm besorgten, reich bebilderten „Tübinger Bibel“ beteiligte.

## Erhaltene Werke
- Christoph Matthäus Pfaff, Kanzler und Propst der Universität Tübingen

## Kinder
- Johann Immanuel Schleich (* 1732, Schneidermeister)
- Jacobina Margaretha Schleich (* 1733)
- Maria Magdalena Schleich (* 1737)
- Johann Ulrich Schleich (* 1738)[1]